# Amphitecna
Amphitecna, biljni rod iz porodice katalpovki, dio reda medićolike. Pripada mu 20 vrsta rasprostranjenih po tropskoj Americi, od južnog Meksika i Floride na jug preko Antila i Srednje Amerike do sjevera Južne Amerike.

## Opis
Amphitecna Miers je neotropski rod malih do srednjih stabala (Gentry 1980). Rod uključuje oko 25 vrsta, uglavnom ograničenih na tropske prašume. Molekularni filogenetski i morfološki podaci pokazuju da je Amphitecna blisko povezana s neotropskim rodovima Crescentia L. i Parmentiera DC., od kojih se razlikuje po kombinaciji jednostavnih i naizmjeničnih listova, zelenkastih vjenčića sa spojenim režnjevima latica i plodova tipa pepo (Gentry 1980, Grose i Olmstead 2007).
Reproduktivne karakteristike vrsta Amphitecna prilično su varijabilne, pri čemu većina vrsta pokazuje jasne razlike u morfologiji cvijeta i ploda (Gentry 1980; Gentry 1982a; Ortiz-Rodriguez et al. 2016). Međutim, većina je vrsta vegetativno slična, što često dovodi do taksonomske zabune i pogrešne identifikacije. Na primjer, četiri divovske vrste, s listovima 50-100 cm dugim × 10-15 cm širokim, tj. Amphitecna costata, A. megalophylla, A. macrophylla i A. regalis, često su pogrešno identificirane u herbarijima. Unatoč sličnosti u svojstvima listova, ove četiri vrste lako se reproduktivno razlikuju. Među najvarijabilnijim reproduktivnim značajkama Amphitecna su oblik vjenčića, položaj cvata, broj cvjetova po izbojku, duljina peteljke i broj komponenti čaške (Gentry 1980; Gentry 1982a; Burger i Gentry 2000). Oblik cvjetnog pupoljka, morfologija ploda i površina čaške također predstavljaju važne značajke za identifikaciju vrste (Ortiz-Rodriguez et al. 2016.).

## Rasprostranjenost
Rasprostranjenost Amphitecna obuhvaća dvije regije s velikom raznolikošću vrsta. Prva regija uključuje 14 vrsta i obuhvaća prašume od Meksika do Hondurasa. Druga regija sadrži osam endemskih vrsta koje se protežu od sjeverne Nikaragve do sjeverne Kolumbije. Jedina široko rasprostranjena vrsta je A. latifolia (Mill.) A.H. Gentry, koja se javlja u obalnim područjima Floride (SAD), Kariba, pacifičkih padina Meksika i obalnih područja Srednje Amerike do Kolumbije, Ekvadora i Venezuele (Gentry 1980). Široka distribucija A. latifolia može se povezati s njenim plodovima raspršenim u vodi, dok je većina usko rasprostranjenih vrsta rasprostranjena sisavcima (Gentry 1980).

## Vrste
1. Amphitecna apiculata A.H.Gentry
2. Amphitecna breedlovei A.H.Gentry
3. Amphitecna costata A.H.Gentry
4. Amphitecna donnell-smithii (Sprague) L.O.Williams
5. Amphitecna fonceti Ortíz-Rodr. & Gómez-Domínguez
6. Amphitecna gentryi W.C.Burger
7. Amphitecna haberi A.H.Gentry
8. Amphitecna isthmica (A.H.Gentry) A.H.Gentry
9. Amphitecna kennedyae (A.H.Gentry) A.H.Gentry
10. Amphitecna latifolia (Mill.) A.H.Gentry
11. Amphitecna loreae Ortíz-Rodr. & Burelo
12. Amphitecna lundellii A.H.Gentry
13. Amphitecna macrophylla (Seem.) Miers ex Baill.
14. Amphitecna megalophylla (Donn.Sm.) A.H.Gentry
15. Amphitecna molinae L.O.Williams
16. Amphitecna montana L.O.Williams
17. Amphitecna parviflora A.H.Gentry
18. Amphitecna regalis (Linden) A.H.Gentry
19. Amphitecna sessilifolia (Donn.Sm.) L.O.Williams
20. Amphitecna silvicola L.O.Williams
21. Amphitecna spathicalyx (A.H.Gentry) A.H.Gentry
22. Amphitecna steyermarkii (A.H.Gentry) A.H.Gentry
23. Amphitecna tuxtlensis A.H.Gentry

## Sinonimi
- Dendrosicus Raf.
- Enallagma (Miers) Baill.
- Neotuerckheimia Donn.Sm.